# Hôpital Layné
L'hôpital Layné est un établissement public de santé et de soins situé sur la commune de Mont-de-Marsan, dans le département français des Landes.

## Présentation
Ce centre hospitalier général est situé dans le quartier de Saint-Médard, à l'est du centre historique de la ville, entre les cours de la Douze et du Midou. Le nom de Layné provient du lieu-dit où il est implanté, tel que figurant sur le cadastre napoléonien de la commune de Saint-Médard-de-Beausse de 1811. La chapelle de l'hôpital Layné est classée architecture contemporaine remarquable en 2015.

### Histoire
La réalisation d'un nouvel établissement voué à remplacer l'hôpital Lesbazeilles, fondé au début du XVIIIe siècle, est projetée avant la Première Guerre mondiale mais le conflit ajourne sa réalisation. Le projet est relancé à partir de 1934-1935. La cérémonie de pose de la première pierre a lieu le 2 février 1937 en présence du préfet des Landes Paul Émile Grimaud et le nouvel hôpital est sur le point d'ouvrir en 1939, quand la Seconde Guerre mondiale est déclarée. Au début de l'Occupation de la ville le 27 juin 1940, l'hôpital est réquisitionnée, comme les autres établissements de santé de la ville (hôpital Sainte-Anne, hôpital Lesbazeilles) et sert de cantonnement aux soldats allemands. La libération de Mont-de-Marsan a lieu le 21 août 1944 avec la bataille du pont de Bats.
Après-guerre, il nécessite des travaux de restauration avant d'être mis en service à partir de 1947. En 1956, l'hôpital Lesbazeilles accueille une maison de retraite. Patients et maternité sont redirigés vers l'hôpital Layné. En 1982, le sanatorium de Nouvielle est rattaché à l'hôpital Layné, qui fusionne en 2000 avec l'hôpital Sainte-Anne pour devenir le Centre Hospitalier de Mont de Marsan. En 2012, ce dernier rachète le stade Jean-Loustau situé à proximité au club omnisports du Stade Montois afin d'agrandir et développer l'hôpital Layné.

### Décès
Parmi les personnalités décédées à l'hôpital Layné figurent les noms de :
- Luis Ocaña, coureur cycliste espagnol, en 1994
- Renée Darriet, résistante française, en 2010
- Iván Fandiño, matador espagnol, en 2017
- Jean-Pierre Pujol, homme politique français, en 2017